# Le Mesnil-Théribus
 Le Mesnil-Théribus  es una comuna y población de Francia, en la región de Picardía, departamento de Oise, en el distrito de Beauvais y cantón de Auneuil.
Su población en el censo de 1999 era de 678 habitantes.
Está integrada en la Communauté de communes du Vexin Thelle.

## Demografía
| 383 | 441 | 429 | 491 | 601 | 678 |
| Para los censos de 1962 a 1999 la población legal corresponde a la población sin duplicidades (Fuente: INSEE [Consultar]) |     |     |     |     |     |

- Datos: Q1161335
- Multimedia: Le Mesnil-Théribus / Q1161335

1. ↑  Worldpostalcodes.org, código postal n.º 60240.
2. ↑  INSEE, Datos de población para el año 2012 de Le Mesnil-Théribus (en francés).